# Aérodrome d'Ouesso
L’aéroport d'Ouesso est un aéroport proche de la ville d'Ouesso, capitale de la région de la Sangha, dans le nord de la république du Congo. Il est desservi par des vols réguliers de la compagnie Canadian Airways Congo vers Brazzaville.

## Situation
| Impfondo Brazzaville Ouésso Pointe-Noire Owando Ollombo |

## Compagnies aériennes et destinations
| Compagnies             | Destinations        |
| ---------------------- | ------------------- |
| Canadian Airways Congo | Libreville-Léon Mba |

Edité le 20/10/2023